# Joppocryptus mourei
Joppocryptus mourei är en stekelart som beskrevs av Alfred Byrd Graf och Yamamoto 1979. Joppocryptus mourei ingår i släktet Joppocryptus och familjen brokparasitsteklar. Inga underarter finns listade i Catalogue of Life.